# Kragefod-slægten
Kragefod-slægten (Comarum) rummer kun én art, nemlig den nedennævte. Oplysninger om udbredelsesområde og kendetegn skal derfor søges dér.
| Beskrevne arter |

- Kragefod (Comarum palustre)